# Museo Judío Alemán de Santiago
El Museo Judío Alemán de Santiago es una organización privada chilena que busca preservar la memoria y el legado sociocultural de los judeoalemanes que emigraron a Chile y de su descendencia. Fue fundado en 2021 en dependencias de la Comunidad Nueva Bnei Israel (NBI), el cual a su vez forma parte del Campus Judío ubicado en la comuna de Vitacura, Santiago. Su ingreso es con entrada liberada.

## Historia
El museo comenzó a gestarse el 18 de agosto de 2018 como una iniciativa propiciada por Claudio Engel y Tomás Münzer, dos judeochilenos de origen alemán que buscaban preservar y difundir los aspectos sociales y culturales del pueblo judío que habitan en el territorio chileno. Del mismo modo, va asociado con el desarrollo de la cultura del recuerdo (Erinnerungskultur en alemán). Para ello, contaron con el patrocinio de la familia Herrmann Priesnitz, miembros de la Comunidad NBI, además de aportes financieros de la Embajada de Alemania en Santiago. Finalmente fue inaugurado en agosto de 2021, como una manera de hacer coincidir con los 1700 años desde que el emperador romano Constantino I emitió un edicto en 321 para que los judíos residentes en la actual ciudad alemana de Colonia, puedan acceder a cargos públicos. 
La primera exposición del museo se tituló «Los Judíos Alemanes en Chile en el siglo XIX», mostrando una serie de objetos, documentos y fotografías de los inmigrantes judeoalemanes que llegaron a Chile. Asimismo, realizan colaboraciones conjuntas con el Archivo Judío de Chile (AJCL).

## Colecciones
La mayor cantidad de piezas del museo son donaciones de familias judeoalemanas radicadas en Chile. Entre ellos se cuentan con objetos religiosos del judaísmo y otros que tienen un alto valor patrimonial, objetos del arte judío como cuadros, esculturas, dibujos y grabados, fotografías y filmaciones, tarjetas postales, periódicos y revistas, manuscritos y documentos en general que tienen que ver con la comunidad judía en Chile de habla alemana.